# 巴茨托 (新澤西州)
巴茨托（英語：Batsto）是位於美國新澤西州伯靈頓縣的非建制地區。

## 歷史
巴茨托的郵局於1852年設立，其後於1811年停運。

## 地理
巴茨托所處的海拔為高於海平面4米（即13英呎），而該地所採用的時區為UTC-5，即北美东部时区（EST）。同時該地設有夏令時間，為UTC-5調快一小時，即UTC-4（EDT）。